# 天文仁
天文仁（英語：Exodus CL Sit，1月16日—），原名薛俊朗（阿朗），是香港跨媒體天文教育者、天文科普作家、星野攝影師、天文音樂創作人。現時他是「國際暗天協會」國際委員、「國際天文聯會」香港天文教育組主席，曾經擔任TEDx論壇、香港太空館及香港科學館客席講者，現時亦是香港天文組織星匯點的外務副會長。著有《星空解碼 ── 從天文觀測到星野攝影》。

## 生平
「天文仁」在大學時期就讀於香港科技大學，擔任科大天文學會會長，曾於清華大學和美國柏克萊加州大學交流，並於加州親身接觸到美國太空總署的登月太空人和研究員。在2019年開創「天文一分鐘」科普頻道，與大眾分享觀星心得。自2015年走訪五大洲（超過40個國家）記錄星空，據報導曾透過「阿朗星空一號」的探空氣球，把原創廣東歌《深空天體》送到距離地面103,018尺的「太空邊緣」，2020年憑作品成為首屆「科大藝術獎學金」得主。
2021年獲香港教育大學 頒發「校長嘉許狀」(領袖才能) 。同年在4月以「音樂天文仁」身份於「香港科學節」舉辦 STEAM 網上工作坊，並於香港科學館舉辦「STEM+A 出科學：天文音樂 X 星空保護」講座。6月亦於香港太空館舉辦兩場「天文 X 音樂：『哈勃太空望遠鏡』之太陽系的聲音」講座系列，即場演奏原創的天文音樂作品。

## 國際參與
2019年「天文仁」擔任國際暗天協會、無國界天文學家的香港區代表，協助推動「國際暗空週」及「全球天文月」。為響應國際天文聯會100週年，他擔任香港區的暗空大使，於香港太空館舉辦「人類登月五十年」工作坊。期後他獲邀加入國際極光協會擔任教育部理事，亦協助「歐洲太空總署」的科普頻道《Hubblecast》進行中文翻譯。
2021年他擔任國際天文聯會的香港天文教育組主席，以及香港天文推廣組聯絡員，於「Shaw–IAU 工作坊」、國際天文學術會議及研討會擔任講者。同年獲邀加入國際暗天協會擔任國際委員（亞太區），成為全球最年輕的國際暗空委員之一，於「IDA 全球年度大會 2020」發表演講，並成為亞洲首位年度「明日之星獎」得主。

## 著作
- 《星空解碼 ── 從天文觀測到星野攝影》。天地圖書，2021（ISBN 978-988-854-971-9）。

## 音樂作品及創作
- 2019年：《深空天體》 – 由音樂天文仁作曲和填詞，是全球第一首上太空的「原創廣東歌」、「中文星空歌曲及琴譜」
- 2019年：《明星》（物理篇）- 與「科學改歌達人」亞伯林合作的作品
- 2020年：《弦外 • 星音》（The Harmony of Mysterious Exoplanets）星空音樂系列
- 2021年：《行星 • 旋律》（The Melody of Planetary Motions）天文音樂系列，曾於香港太空館及香港科學館首次公開演奏。

## 外部連結
- 音樂天文仁的Facebook專頁 （页面存档备份，存于）
- 天文仁的個人網站 （页面存档备份，存于）
- 天文仁的科普平台（页面存档备份，存于）